# Guido Novello da Polenta
Guido Novello da Polenta (* spätestens 1275; † 1323 in Bologna) war ein oberitalienischer Herrscher und Autor von Gedichten.
Guido da Polenta war Sohn von Ostasio da Polenta. 1316 bemächtigte er sich der Herrschaft über Ravenna, das er bis zu seiner Entmachtung im Jahre 1322 regierte.
1316 (nach älteren Autoren 1319 oder 1320) gewährte er Dante, der aus Florenz vertrieben worden war, Asyl in Ravenna, wo dieser seine Göttliche Komödie vollenden konnte. 1321 schickte er ihn in diplomatischer Mission nach Venedig, von der der Dichter erkrankt zurückkehrte und kurze Zeit später starb.
Guido da Polenta war der Vater von Francesca da Rimini.